# Dusona norikurae
Dusona norikurae là một loài tò vò trong họ Ichneumonidae.